# Carmichaelia williamsii
Carmichaelia williamsii är en ärtväxtart som beskrevs av Thomas Kirk. Carmichaelia williamsii ingår i släktet Carmichaelia och familjen ärtväxter. Inga underarter finns listade i Catalogue of Life.